# Bicknell (Indiana)
Bicknell – miasto w Stanach Zjednoczonych, w stanie Indiana, w hrabstwie Knox.